# کیریکی
کیریکی (انگلیسی: Kiriki; ۲۱ ژوئن ۱۹۰۷ – ۱۹ اکتبر ۱۹۶۵) بازیکن فوتبال اهل اسپانیا بود.
از باشگاه‌هایی که در آن بازی کرده‌است می‌توان به باشگاه فوتبال رئال سوسیداد اشاره کرد.
وی همچنین در تیم ملی فوتبال اسپانیا بازی کرده‌است.